# Erik Adolf von Willebrand
Erik Adolf von Willebrand (Vaasa, 1. veljače 1870. – Pernaja, 12. rujna 1949.), finski liječnik (internist). 
Von Willebrand je rođen u gradu Vaasa, a medicinu je diplomirao 1896.g. na sveučilištu u Helsinkiju. Tijekom svog života i rada najviše se bavio istraživanjem svojstava krvi i koagulacijom. 
Von Willebrand je prvi opisao poremećaj zgrušavanja krvi, koji je kasnije dobio po njemu naziv von Willebrandova bolest. 